# 徐銘勳
徐銘勳（?—?），陝西省西安府咸寧縣人，清朝官员、進士出身。
光緒三年（1877年），参加丁丑科殿試，登進士二甲第117名。同年五月，改翰林院庶吉士。光绪六年四月，散館后，著以知县即用